# Corrida bulloise
La Corrida bulloise est une manifestation d'athlétisme et une fête populaire qui a lieu au mois de novembre à Bulle, dans le canton de Fribourg, en Suisse.

## Histoire
Le 17 novembre 2018, le Suisse Julien Wanders établit un nouveau record du parcours en 22 min 27 s.
L'édition 2020 est annulée en raison de la pandémie de Covid-19, tout comme l'édition 2021.

## Vainqueurs
Les athlètes élites masculins parcourent une boucle de 1 km à huit reprises tandis que leurs homologues féminines parcourent 600 m à dix reprises.
| Date             | Hommes                                              | Temps                                               | Femmes                                              | Temps                                               |                                                     |
| ---------------- | --------------------------------------------------- | --------------------------------------------------- | --------------------------------------------------- | --------------------------------------------------- | --------------------------------------------------- |
| 1976             | Albrecht Moser (SUI)                                | 24 min 10 s                                         | Suzanne Gattoni (SUI)                               | 7 min 26 s                                          |                                                     |
| 1977             | Nick Minnig (SUI)                                   | 24 min 31 s                                         | Marijke Moser (SUI)                                 | 6 min 45 s                                          |                                                     |
| 1978             | Jean-Pierre Berset (SUI)                            | 24 min 53 s                                         | Cornelia Bürki (SUI)                                | 6 min 43 s                                          |                                                     |
| 1979             | Albrecht Moser -2-                                  | 24 min 37 s                                         | Elise Wattendorf (SUI)                              | 10 min 28 s                                         |                                                     |
| 1980             | Fredi Griner (SUI)                                  | 25 min 58 s                                         | Elise Wattendorf -2-                                | 11 min 04 s                                         |                                                     |
| 1981             | Jaime López de Egea (ESP)                           | 24 min 36 s                                         | Elise Wattendorf -3-                                | 10 min 09 s                                         |                                                     |
| 1982             | Pierre Délèze (SUI)                                 | 23 min 58 s                                         | Sheila Currie (CAN)                                 | 10 min 14 s                                         |                                                     |
| 1983             | Craig Masback (USA)                                 | 24 min 18 s                                         | Elsbeth Liebi (SUI)                                 | 10 min 20 s                                         |                                                     |
| 1984             | Pere Arco (ESP)                                     | 24 min 03 s                                         | Elisabeth Stoll (SUI)                               | 10 min 47 s                                         |                                                     |
| 1985             | Pierre Délèze -2-                                   | 23 min 46 s                                         | Eva Shields (USA)                                   | 10 min 33 s                                         |                                                     |
| 1986             | Pierre Délèze -3-                                   | 23 min 45 s                                         | Nathalie Vignal (FRA)                               | 10 min 00 s                                         |                                                     |
| 1987             | Marc Lagadec (FRA)                                  | 23 min 25 s                                         | Nathalie Noël (FRA)                                 | 10 min 07 s                                         |                                                     |
| 1988             | Ivan Uvízl (TCH)                                    | 23 min 14 s                                         | Jeanne-Marie Pipoz (SUI)                            | 09 min 47 s                                         |                                                     |
| 1989             | Jacques Krähenbühl (SUI)                            | 23 min 27 s                                         | Jana Kučeríková (TCH)                               | 16 min 33 s                                         |                                                     |
| 1990             | Pierre Délèze -4-                                   | 23 min 22 s                                         | Jana Kučeríková -2-                                 | 16 min 33 s                                         |                                                     |
| 1991             | Pierre Délèze -5-                                   | 23 min 29 s                                         | Alena Močáriová (TCH)                               | 16 min 49 s                                         |                                                     |
| 1992             | Pierre Délèze -6-                                   | 23 min 39 s                                         | Alena Močáriová -2-                                 | 20 min 32 s                                         |                                                     |
| 1993             | Pierre Délèze -7-                                   | 23 min 35 s                                         | Jana Kučeríková (CZE) -3-                           | 20 min 23 s                                         |                                                     |
| 1994             | Luboš Šubrt (CZE)                                   | 23 min 31 s                                         | Jana Kučeríková -4-                                 | 20 min 12 s                                         |                                                     |
| 1995             | Mohamed Ben Salah (MAR)                             | 23 min 41 s                                         | Jana Kučeríková -5-                                 | 20 min 06 s                                         |                                                     |
| 1996             | Abreham Tsige (ETH)                                 | 23 min 42 s                                         | Una English (IRL)                                   | 20 min 03 s                                         |                                                     |
| 1997             | Abreham Tsige -2-                                   | 23 min 27 s                                         | Birhan Dagne (ETH)                                  | 19 min 54 s                                         |                                                     |
| 1998             | Mehdi ben Habib Khelifi (TUN)                       | 23 min 43 s                                         | Una English -2-                                     | 20 min 02 s                                         |                                                     |
| 1999             | Mehdi ben Habib Khelifi -2-                         | 24 min 08 s                                         | Nina Belikowa (RUS)                                 | 20 min 29 s                                         |                                                     |
| 18 novembre 2000 | Sammy Kipruto (KEN)                                 | 23 min 34 s                                         | Joan Jepkorir Aiyabei (KEN)                         | 19 min 35 s                                         |                                                     |
| 17 novembre 2001 | Robert Kiprotich Cheruiyot (KEN)                    | 23 min 27 s                                         | Joan Jepkorir Aiyabei -2-                           | 19 min 18 s                                         |                                                     |
| 16 novembre 2002 | Tesfaye Eticha (ETH)                                | 23 min 34 s                                         | Fatiha Klilech (FRA)                                | 20 min 11 s                                         |                                                     |
| 15 novembre 2003 | Tesfaye Eticha -2-                                  | 23 min 11 s                                         | Zenebech Tola (ETH)                                 | 19 min 34 s                                         |                                                     |
| 20 novembre 2004 | Tolossa Chengere (ETH)                              | 23 min 39 s                                         | Zenebech Tola -2-                                   | 19 min 37 s                                         |                                                     |
| 19 novembre 2005 | Günther Weidlinger (AUT)                            | 22 min 35 s 7                                       | Aster Demissie (ETH)                                | 19 min 42 s 8                                       |                                                     |
| 18 novembre 2006 | Günther Weidlinger -2-                              | 22 min 42 s 2                                       | Caroline Chepkwony (KEN)                            | 19 min 05 s 9                                       |                                                     |
| 17 novembre 2007 | Simon Tesfay (ERI)                                  | 23 min 57 s 5                                       | Tsege Worku (ETH)                                   | 20 min 24 s 1                                       |                                                     |
| 15 novembre 2008 | Tadesse Abraham (ERI)                               | 23 min 09 s 1                                       | Tsege Worku -2-                                     | 19 min 32 s 0                                       |                                                     |
| 21 novembre 2009 | John Nzau Mwangangi (KEN)                           | 23 min 15 s 2                                       | Jane Mwikali Muia (KEN)                             | 19 min 45 s 1                                       |                                                     |
| 20 novembre 2010 | Fredrick Musyoki Ndunge (KEN)                       | 23 min 25 s 4                                       | Jane Mwikali Muia -2-                               | 20 min 18 s 0                                       |                                                     |
| 19 novembre 2011 | Tadesse Abraham -2-                                 | 23 min 29 s 9                                       | Jane Mwikali Muia -3-                               | 20 min 13 s 2                                       |                                                     |
| 17 novembre 2012 | Tsegaye Mekonnen (ETH)                              | 23 min 07 s 3                                       | Maryam Yusuf Jamal (BHR)                            | 19 min 37 s 8                                       |                                                     |
| 16 novembre 2013 | Patrick Mugur Ereng (KEN)                           | 23 min 44 s 1                                       | Cynthia Chepchichir Kosgei (KEN)                    | 20 min 09 s 1                                       |                                                     |
| 15 novembre 2014 | Ifa Balda Keneni (ETH)                              | 23 min 32 s 6                                       | Cynthia Chepchichir Kosgei - 2 -                    | 20 min 17 s 7                                       |                                                     |
| 21 novembre 2015 | Tadesse Abraham (SUI) -3-                           | 23 min 03 s 7                                       | Helen Bekele Tola (ETH)                             | 19 min 52 s 5                                       |                                                     |
| 19 novembre 2016 | Patrick Mugur Ereng -2-                             | 22 min 52 s 5                                       | Fabienne Schlumpf (SUI)                             | 19 min 29 s 8                                       |                                                     |
| 18 novembre 2017 | Julien Wanders (SUI)                                | 22 min 45 s 1                                       | Helen Bekele Tola -2-                               | 19 min 38 s 2                                       |                                                     |
| 17 novembre 2018 | Julien Wanders -2-                                  | 22 min 27 s 3                                       | Fabienne Schlumpf -2-                               | 19 min 41 s 1                                       |                                                     |
| 16 novembre 2019 | Isaac Kimeli (BEL)                                  | 22 min 55 s 6                                       | Sarah Chelangat (UGA)                               | 19 min 09 s 0                                       |                                                     |
| 21 novembre 2020 | Course annulée en raison de la pandémie de Covid-19 | Course annulée en raison de la pandémie de Covid-19 | Course annulée en raison de la pandémie de Covid-19 | Course annulée en raison de la pandémie de Covid-19 | Course annulée en raison de la pandémie de Covid-19 |
| 2021             | Course annulée en raison de la pandémie de Covid-19 | Course annulée en raison de la pandémie de Covid-19 | Course annulée en raison de la pandémie de Covid-19 | Course annulée en raison de la pandémie de Covid-19 | Course annulée en raison de la pandémie de Covid-19 |
| 19 novembre 2022 | Dominic Lokinyomo Lobalu (SSD)                      | 22 min 17 s 5                                       | Baze Kasanesh Ayenew (ETH)                          | 19 min 10 s 2                                       |                                                     |
| 18 novembre 2023 | Boniface Kibiwott (KEN)                             | 22 min 41 s 1                                       | Gladys Jemaiyo (KEN)                                | 19 min 11 s 9                                       |                                                     |
| 16 novembre 2024 | Dominic Lokinyomo Lobalu (SUI) -2-                  | 22 min 57 s 6                                       | Winnie Jeptarus (KEN)                               | 19 min 37 s 7                                       |                                                     |

 Record de l'épreuve